# Cova de les Òlibes (Perú)
La Cova de les Òlibes (coneguda localment en castellà pel nom de Cueva de las Lechuzas) està situada a 673 msnm, al districte de Mariano Damaso Beraun de província de Leoncio Prado, Departament d'Huánuco, Perú.
La cova és habitada per ocells de l'oli i ratpenats. L'entrada a la cova fa 20 metres d'alt i 25 d'ample. Està situada a la serra de la Bella Dorment del Parc nacional Tingo Maria, a 6 quilòmetres de la ciutat de Tingo Maria.

## Galeria d'imatges

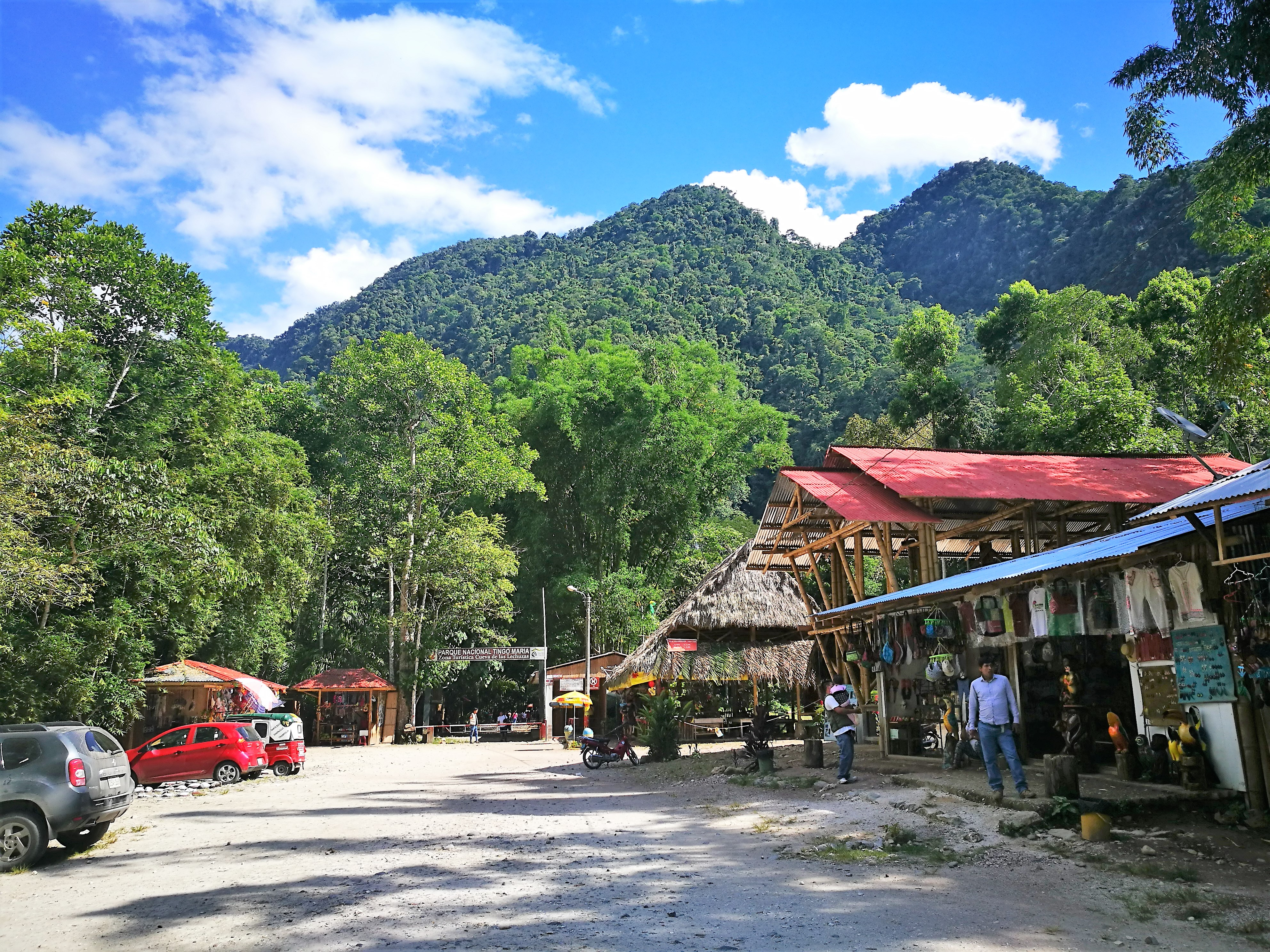
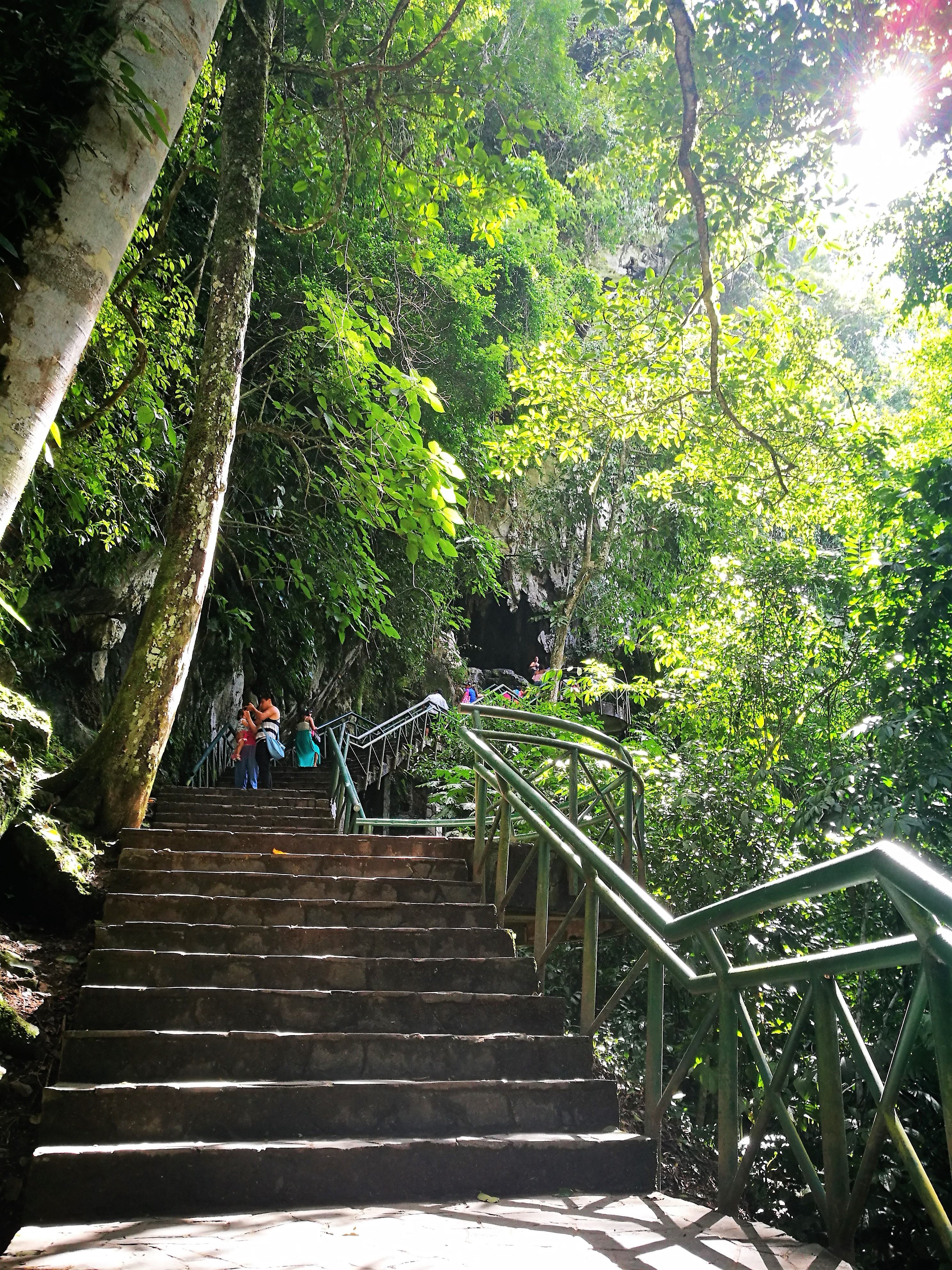
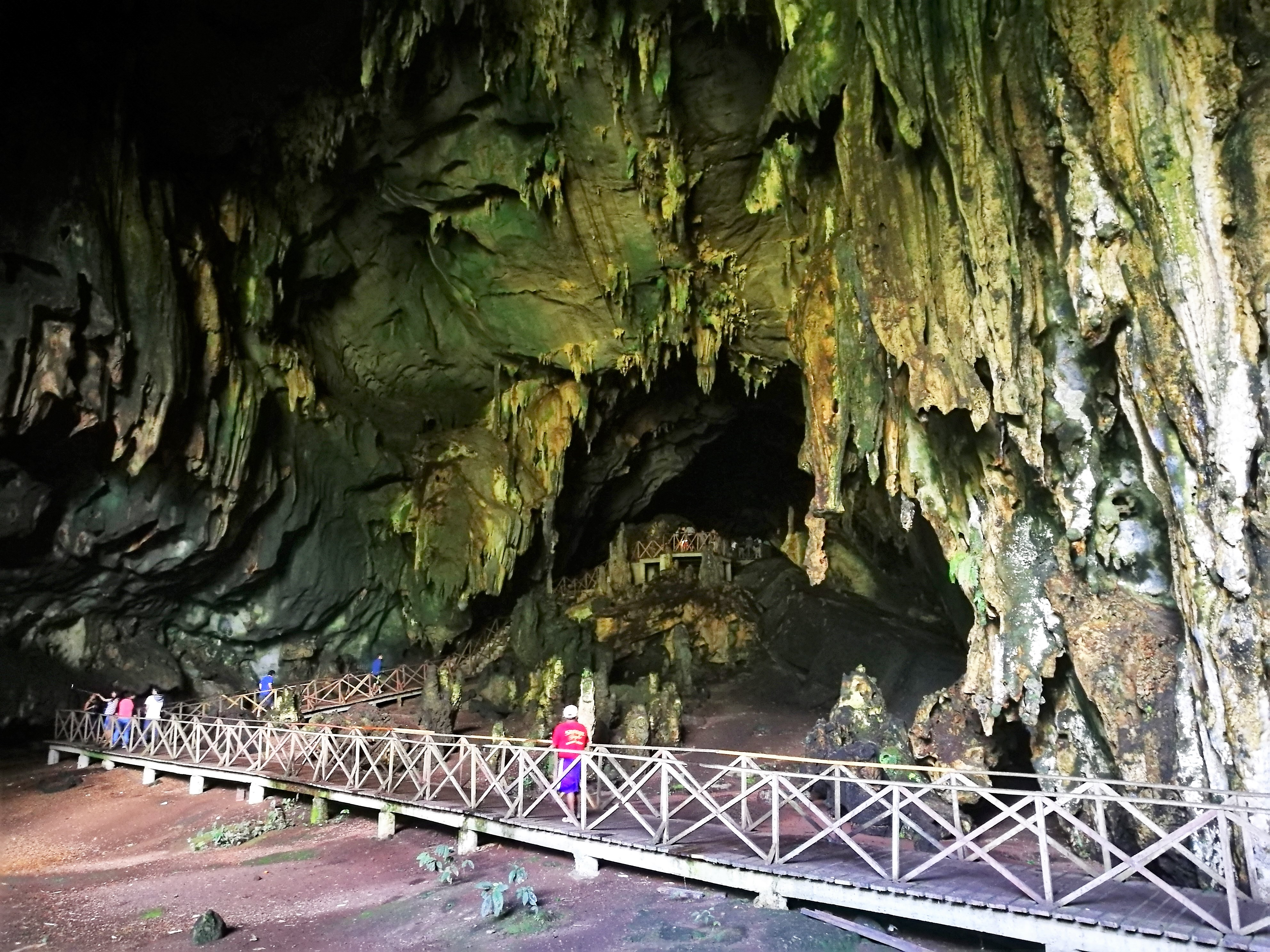
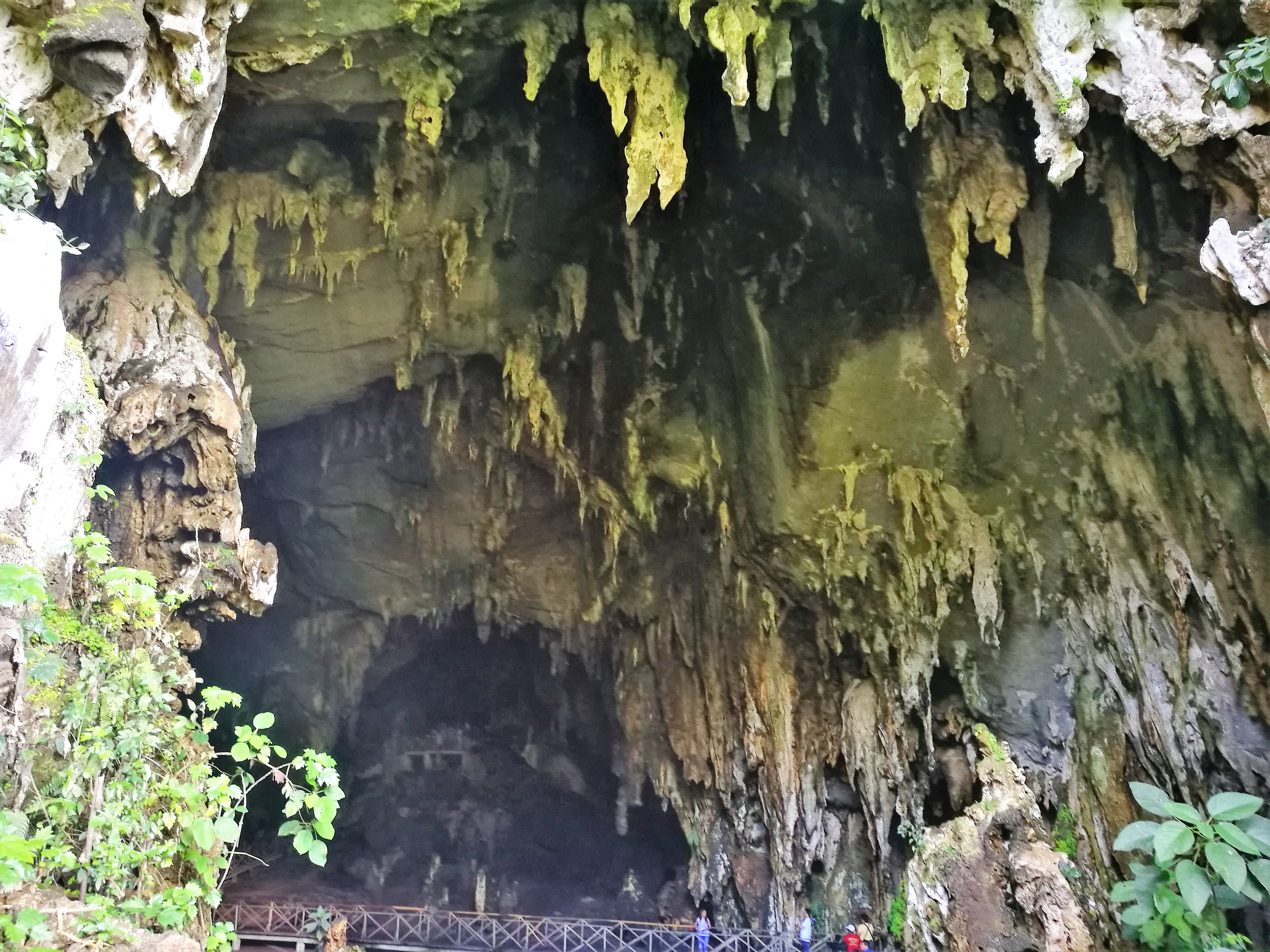